# Oxid samaritý
Oxid samaritý (Sm2O3) je oxidem samaria, které je v něm přítomno v oxidačním stavu III.
Používá se na výrobu speciálních skel pohlcujících infračervené záření a také jako absorbér neutronů. Je také katalyzátorem dehydrogenace alifatických alkoholů.

## Příprava
Tepelným rozkladem uhličitanu, dusičnanu, šťavelanu nebo síranu samaria:
Sm2(CO3)3 → Sm2O3 + 3 CO2

## Reakce
Rozpouští se v anorganických kyselinách za vzniku samaritých solí, například chloridu samaritého:
Sm2O3 + 6 HCl → 2 SmCl3 + 3 H2O